# Ayman Aiki
Ayman Aiki, né le 25 juin 2005 à Champigny-sur-Marne en France, est un footballeur français qui évolue au poste d'ailier droit au SC Bastia.

## Biographie

### En club
Né à Champigny-sur-Marne, il est formé à l'AS Saint-Étienne. Il se fait notamment remarquer avec les U19 lors de la saison 2021-2022. Il est alors considéré comme le talent offensif le plus prometteur du centre de formation. En juin 2022 il signe son premier contrat professionnel chez les Verts. Lié au club jusqu'en juin 2025, il est le premier joueur né en 2005 à signer professionnel,,.
Lors de la première journée de la saison 2022-2023, il joue son premier match pro avec son club formateur face à Dijon et inscrit par la même occasion le premier but de sa carrière sur une reprise de volée. À 17 ans et 35 jours, il devient alors le plus jeune buteur l'AS Saint-Étienne en Ligue 1 et Ligue 2 depuis Kurt Zouma qui avait marqué à 17 ans et 23 jours le 19 novembre 2011 contre l'OGC Nice.
Le 4 juillet 2023, Aiki prolonge avec l'ASSE. Le jeune attaquant de 18 ans est alors lié au club du Forez jusqu'en juin 2026,. Il prolonge de nouveau avec les Verts le 31 janvier 2025, et est prêté dans la foulée au SC Bastia jusque fin 2025,.
Il joue son premier match pour Bastia le 14 février 2025 contre le Clermont Foot 63, en championnat. Il entre en jeu et les deux équipes se neutralisent (1-1 score final). Le 14 août 2025, il est définitivement transféré sur l'île de beauté .

### En sélection
Ayman Aiki est retenu pour la première fois avec l'équipe de France des moins de 17 ans en novembre 2021. En avril 2022, il est sélectionné avec cette même sélection pour participer à l'Euro 2022 organisé en Israël. Il se fait remarquer en marquant un but lors du deuxième match face à la Bulgarie, contribuant à la victoire de son équipe par quatre buts à zéro,;
La France se qualifie pour la finale après une séance de tirs au but face au Portugal le 29 mai 2022,. Les jeunes français s'imposent le 1er juin 2022 face aux Pays-Bas sur le score de deux buts à un.
Il participe au tournoi Maurice Revello avec l'équipe de France espoirs en juin 2023.
En septembre 2023, Aiki est convoqué pour la première fois avec l'équipe de France des moins de 19 ans.

## Statistiques
| Saison                | Club                  | Championnat           | Championnat | Championnat | Championnat | Coupe(s) nationale(s) | Coupe(s) nationale(s) | Coupe(s) nationale(s) | Compétition(s) continentale(s) | Compétition(s) continentale(s) | Compétition(s) continentale(s) | Compétition(s) continentale(s) | Total | Total | Total |
| Saison                | Club                  | Division              | M.          | B.          | P.d.        | M.                    | B.                    | P.d.                  | Comp.                          | M.                             | B.                             | P.d.                           | M.    | B.    | P.d.  |
| 2022-2023             | AS Saint-Étienne      | Ligue 2               | 7           | 1           | 0           | -                     | -                     | -                     | -                              | -                              | -                              | -                              | 7     | 1     | 0     |
| 2023-2024             | AS Saint-Étienne      | Ligue 2               | -           | -           | -           | -                     | -                     | -                     | -                              | -                              | -                              | -                              | 0     | 0     | 0     |
| 2024-2025             | AS Saint-Étienne      | Ligue 1               | 5           | 0           | 0           | 1                     | 0                     | 0                     | -                              | -                              | -                              | -                              | 6     | 0     | 0     |
| Sous-total            | Sous-total            | Sous-total            | 12          | 1           | 0           | 1                     | 0                     | 0                     | -                              | -                              | -                              | -                              | 13    | 1     | 0     |
| 2024-2025             | SC Bastia             | Ligue 2               | 6           | 0           | 0           | -                     | -                     | -                     | -                              | -                              | -                              | -                              | 6     | 0     | 0     |
| Total sur la carrière | Total sur la carrière | Total sur la carrière | 18          | 1           | 0           | 1                     | 0                     | 0                     | -                              | -                              | -                              | -                              | 19    | 1     | 0     |

## Palmarès
France -17 ans
- Championnat d'Europe -17 ans (1) :
  - Vainqueur : 2022.